# Шторм оніксу
«Оніксова буря» — це фентезійний роман американської письменниці Ребекки Яррос, виданий Red Tower Books. Це третя книга після «Четвертого крила» та «Залізного полум’я» з циклу Емпіреї. Книга зʼявилася у продажі 21 січня 2025 року, та завдяки попереднім замовленням, відкритим з серпня 2024 року, потрапила в чарти бестселерів задовго до офіційного релізу.

## Передісторія
«Оніксова буря» — третя книжка серії Емпіреї Ребекки Яррос, яка попередньо має складатися з п’яти книг. У першій книзі, «Четверте крило», розповідається про перший рік головної героїні Вайолет у військовому коледжі Басгіат, де вона навчається стати вершницею дракона. Увійшовши до Четвертого крила вершників вона зіштовхується з подіями, які загартовують її характер та фізичну силу. У другій книзі «Залізне полумʼя» розповідається про другий рік навчання, який одночасно переплетений з передчуттям неминучої війни та таємною підготовкою до неї головних героїв книги.
Оголошуючи про вихід книги, Яррос сказала, що вона включатиме «політику, нові пригоди, старих ворогів і, звичайно, драконів». 
Обкладинку було опубліковано 8 липня 2024 року,  темний дизайн якої «сигналізує про зловісний поворот у серії». 

## Сюжет[7]
Після майже вісімнадцяти місяців навчання у Військовому коледжі Басгіат, Вайолет Сорренгейл розуміє, що більше немає часу для уроків. Немає часу для сумнівів. Бо війна вже почалася, а вороги наближаються не лише ззовні, а й ізсередини стін коледжу.
Тепер Вайолет мусить вирушити за межі руйнівних аретійських оберегів, щоб знайти союзників у незнайомих землях, котрі стануть на бік Наварри. Ця подорож випробує її розум, удачу й силу, але вона готова на все, щоб врятувати те, що любить — своїх драконів, свою родину, свій дім і його.
Навіть якщо для цього доведеться приховати секрет, настільки великий, що він може зруйнувати все. Їм потрібна армія. Їм потрібна сила. Їм потрібна магія. І їм потрібне те, що може знайти тільки Вайолет — правда. Але буря наближається… і не всі зможуть пережити її гнів.

## Публікація
У всьому світі вихід книги супроводжувався спеціальними подіями за участі фанатів серії.   Screen Rant назвав їх  хорошим знаком для серії Емпіреї як франшизи, проводячи порівняння з Гаррі Поттером та серіалом «Сутінки». 
У грудні 2024 року Яррос оголосила про книжковий тур США, який розпочнеться в Лос-Анджелесі 20 січня 2025 року та завершиться в Денвері 2 лютого 2025.  За перший тиждень після публікації «Оніксова буря» було продано 2,7 мільйона примірників, перевищивши продажі книжок у своєму жанрі за останні 20 років. 
В Україні продаж перекладу розпочався у травні 2025 видавництвом "КСД".

## Дивіться також
- Букток
- Сара Джанет Маас
- Трон зі скла (серія фентезі романів)